# Doliops rukmaneae
Doliops rukmaneae es una especie de escarabajo del género Doliops, familia Cerambycidae. Fue descrita científicamente por Barševskis en 2017.
Habita en Filipinas. Los machos y las hembras miden aproximadamente 13,7 mm. El período de vuelo de esta especie ocurre en el mes de diciembre.